# برنارد کریبینز
برنارد کریبینز (انگلیسی: Bernard Cribbins؛ زادهٔ ۲۹ دسامبر ۱۹۲۸ – درگذشتهٔ ۲۷ ژوئیهٔ ۲۰۲۲) یک هنرپیشه و صدا پیشه اهل بریتانیا بود.
از فیلم‌ها یا برنامه‌های تلویزیونی که وی در آن نقش داشته‌است می‌توان به بچه‌های راه‌آهن، جنون، کازینو رویال، شی، توپ سیاه و بچه‌های آب اشاره کرد.

## مرگ
یک کمپین موفقیت‌آمیز رسانه‌های اجتماعی در سال ۲۰۲۲باعث شد تا زندگی‌نامه او به‌عنوان یک کتاب صوتی با صدای کریبینز به‌عنوان راوی ضبط شود، اما پس از مرگش این کار ناتمام ماند.
کریبینز در سن ۹۳ سالگی در ۲۷ ژوئیه ۲۰۲۲درگذشت.